# Pora taёžnogo podsnežnika
Pora taёžnogo podsnežnika (Лапшин, Ярополк Леонидович) è un film del 1958 diretto da Jaropolk Leonidovič Lapšin.